# Sequoia (film 1934)
Sequoia è un film del 1934 diretto da Chester M. Franklin e Edwin L. Marin. Girato in esterni in California, a Camp Nelson, all'Iverson Ranch di Chatsworth, a Springville e nella foresta nazionale di Sequoia, il film racconta dell'amicizia tra un piccolo puma e un daino. La sceneggiatura si basa sul romanzo Malibu di Vance Joseph Hoyt, pubblicato nel 1931 a Boston.

## Trama
Toni Martin vive con il padre nelle High Sierras, insieme alla cuoca Sang Soo e al suo bambino, Feng. La ragazza, amante della natura e degli animali, salva prima un cucciolo di puma rimasto orfano e subito dopo anche un cerbiatto che sta per essere sbranato da una muta di cani da caccia appartenente a Bergman, un allevatore locale. Inseguita insieme al cerbiatto dai cani, Toni viene salvata a sua volta dal ranger Bob Alden, che si conquista, in questo modo, la gratitudine della ragazza.
Invitato a casa dei Martin, Bob discute con Toni e suo padre Matthew delle tecniche predatorie degli animali e si dimostra in disaccordo con gli altri due, sostenendo che la natura ferina degli animali selvaggi non si può cambiare, mentre Matthew propugna la tesi che due animali come il puma e il cerbiatto, nemici per istinto, possono invece convivere in armonia se cresciuti insieme. Bob, che dovrebbe consegnare la pelle del puma allo Stato che paga venti dollari per ogni capo abbattuto, rinuncia a quel guadagno e permette ai Martin di sperimentare la loro teoria, allevando insieme i due cuccioli.
Toni chiama il puma con il nome di Gato, mentre il cerbiatto viene chiamato Malibu. Qualche tempo dopo, Toni viene costretta però dal ranger a liberare i due animali a causa delle accuse di Bergman che indica Gato come il responsabile di una razzia nel suo pollaio. Su quell'esperienza, Matthew - che è uno scrittore - scrive un libro che ha un grande successo.
Qualche anno più tardi, Toni rivede Gato e Malibu. Quest'ultimo cade in una trappola posizionata da Bergman, ma viene liberato da Gato e da Toni. La giovane, volendo fare una nuotata, lascia sul greto il piccolo Feng che però viene attaccato da un serpente mentre lei si trova ancora in acqua. Sarà Malibu a salvare il bambino, schiacciando con lo zoccolo il rettile. Malibu salva anche un branco di cervi che gli uomini di Bergman hanno radunato per cacciarli, mostrando ai suoi simili come saltare sopra il recinto in cui gli uomini li hanno chiusi.
Bergman, a caccia di Malibu, si scontra con Gato con il quale lotta sull'orlo di un precipizio. Malibu corre in aiuto del puma, caricando il nemico che precipita nel burrone.
Bob, innamorato di Toni, le annuncia che il governo ha deciso di creare una riserva che garantirà la sopravvivenza degli animali della zona oltre a quella di Gato e di Malibu.

## Produzione
Il film fu prodotto dalla Metro-Goldwyn-Mayer (MGM) (controlled by Loew's Incorporated). Le riprese furono effettuate in maniera intermittente tra il maggio 1933 e l'ottobre 1934.

## Distribuzione
Il copyright del film, richiesto dalla Metro-Goldwyn-Mayer Corp., fu registrato il 3 gennaio 1935 con il numero LP5250.
Distribuito dalla Metro-Goldwyn-Mayer (MGM), il film uscì negli Stati Uniti il 22 dicembre 1934. Il 17 gennaio 1935, fu presentato in prima a Seattle.